# Paranormal
Paranormal é um termo empregado para descrever as proposições de uma grande variedade de fenômenos cujas causas ou mecanismos não podem ser explicados pelo atual estágio do conhecimento científico que são atribuídos às forças desconhecidas, em especial, forças psíquicas.
São considerados paranormais os eventos sem evidências ou baseados em evidências anedóticas e que, portanto, são considerados pseudocientíficos.
O paranormal tem sido, porém, foco de grande número de pesquisas científicas, sobretudo na Parapsicologia que tem utilizado recursos como meta-análise para alcançar mais consistência e credibilidade ante a comunidade científica.